# SingStar
SingStar est une série de jeux vidéo de karaoké développée par SCE London Studio et éditée par Sony Computer Entertainment à partir de 2004.
L'idée est de transformer un karaoké en jeu vidéo, en faisant s'affronter deux adversaires. Les joueurs chantent le titre, où les paroles et la musique défilent à l'écran, avec souvent une vidéo en arrière-plan. Des lignes horizontales sont représentées avec des blocs, correspondant à la tonalité de la chanson. Un marqueur montre en temps réel la tonalité de sa propre voix, le but est de faire correspondre au maximum ces marqueurs en chantant le plus justement possible, afin d'enregistrer le maximum de points.
La série est apparue sur la console PlayStation 2 avant d'être adaptée sur PlayStation 3 en 2007. Elle contient une trentaine de volets, centrés sur des genres musicaux ou des artistes particuliers. L'épisode original a reçu le prix de l'originalité aux BAFTA Games Awards. En 2009, la série s'est écoulée à 20 millions de ventes dans le monde, toutes versions confondues.
Le 1er février 2020 les serveurs SingStar fermèrent définitivement empêchant au passage l'accès a toutes les fonctionnalités en ligne ainsi qu'au téléchargements de musique.

## Description
SingStar est généralement proposé en pack avec une paire de microphones.
L'arrivée de la série sur PlayStation 3 s'accompagne de nouvelles fonctionnalités en ligne grâce à la connectivité au PlayStation Network. Des chansons et leur clips sont disponibles sur le SingStore, une boutique en ligne qui, sur le modèle d'iTunes, permet d'acheter les titres à l'unité (1.49 €/titre) pour constituer sa propre liste de lecture. Il est possible de filmer ses prestations avec la caméra PlayStation Eye et de transférer les vidéos sur l'espace communautaire My Singstar Online. SingStar Viewer est une application gratuite qui permet de consulter l'espace communautaire et la boutique sans posséder le jeu.
Il existe des clones de SingStar sur PC (Linux, Windows) tels que UltraStar, Performous, Sinatra et Canta.

## Les épisodes
Le contenu peut varier selon la localité de commercialisation.

### 2004
- Singstar
- Singstar NRJ Music Tour (ou Singstar Party)

### 2005
- Singstar Pop
- Singstar '80s

### 2006
- Singstar Rocks!
- Singstar Anthems
- Singstar Legends

### 2007
- Singstar Pop Hits
- Singstar 90's
- Singstar Rock Ballads
- SingStar R&B
- Singstar Pop Hits 2
- Singstar (PS3)

### 2008
- SingStar ABBA (PS2, PS3)
- SingStar Boy Bands vs. Girl Bands
- Singstar : Chansons magiques de Disney
- SingStar Deutsch Music
- SingStar Hits (PS3)
- SingStar Country
- SingStar Pop 2
- SingStar Pop Hits 3
- SingStar Pop Hits 4
- SingStar Rock Music
- SingStar Summer Party

### 2009
- SingStar Hottest Hits
- SingStar Motown
- SingStar Queen
- SingStar Turkish Party
- SingStar Hits 2 (PS3)

### 2014
- Singstar Ultimate Party (PS3, PS4)

### 2017
- SingStar Celebration (PS4)